# Kanton Lapoutroie
Kanton Lapoutroie (fr. Canton de Lapoutroie) byl francouzský kanton v departementu Haut-Rhin v regionu Alsasko. Tvořilo ho pět obcí. Zrušen byl po reformě kantonů 2014.

## Obce kantonu
- Fréland
- Labaroche
- Lapoutroie
- Le Bonhomme
- Orbey